# Baccio d’Agnolo

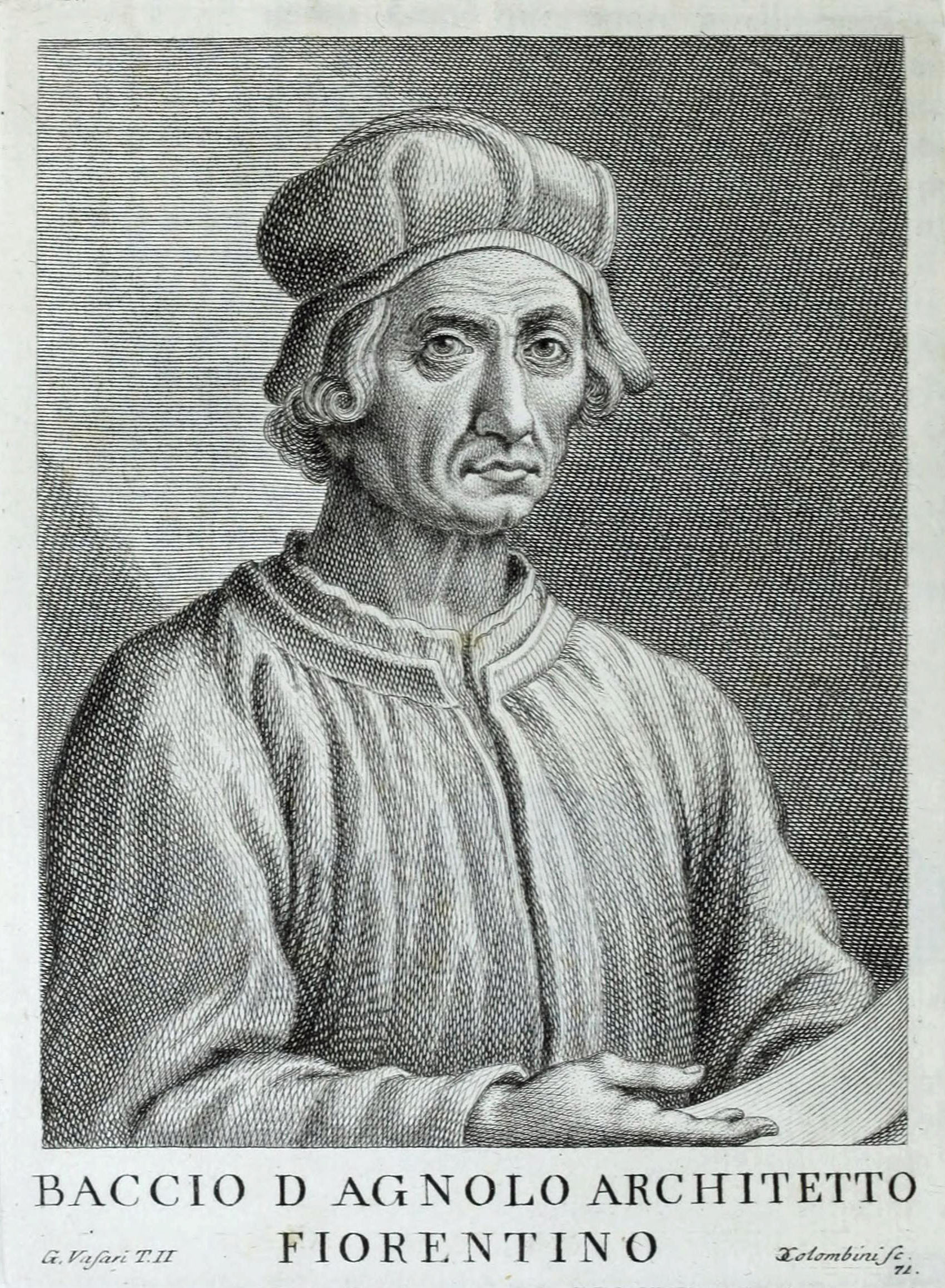
Porträt von Baccio d’Agnolo

Baccio d’Agnolo (* 19. Mai 1462 in Florenz; † 6. März 1543 ebenda) war ein italienischer Architekt und Bildhauer der Renaissance.

## Biographie
Baccio d’Agnolo wurde am 19. Mai 1462 in Florenz geboren. Er stand mit führenden Künstlern Roms in Verbindung, darunter auch Raffael. Sein Sohn Giuliano di Baccio d’Agnolo wurde 1491 geboren und war ebenfalls Architekt. Von 1491 bis 1496 schuf er die Holzschnitzereien der Santa Maria Novella. Zusammen mit Antonio da Sangallo war er von 1507 bis 1515 an den Arbeiten an der Kathedrale von Florenz beteiligt. In den Jahren 1516 bis 1520 schuf er im Auftrag von Carlo Ginori den Palazzo Ginori. Um 1520 schuf er den Palazzo di Valfonda. Zwischen Februar 1520 bis Mai 1523 errichtete er den Palazzo Bartolini Salimbeni. Er starb am 6. März 1543.

## Werke

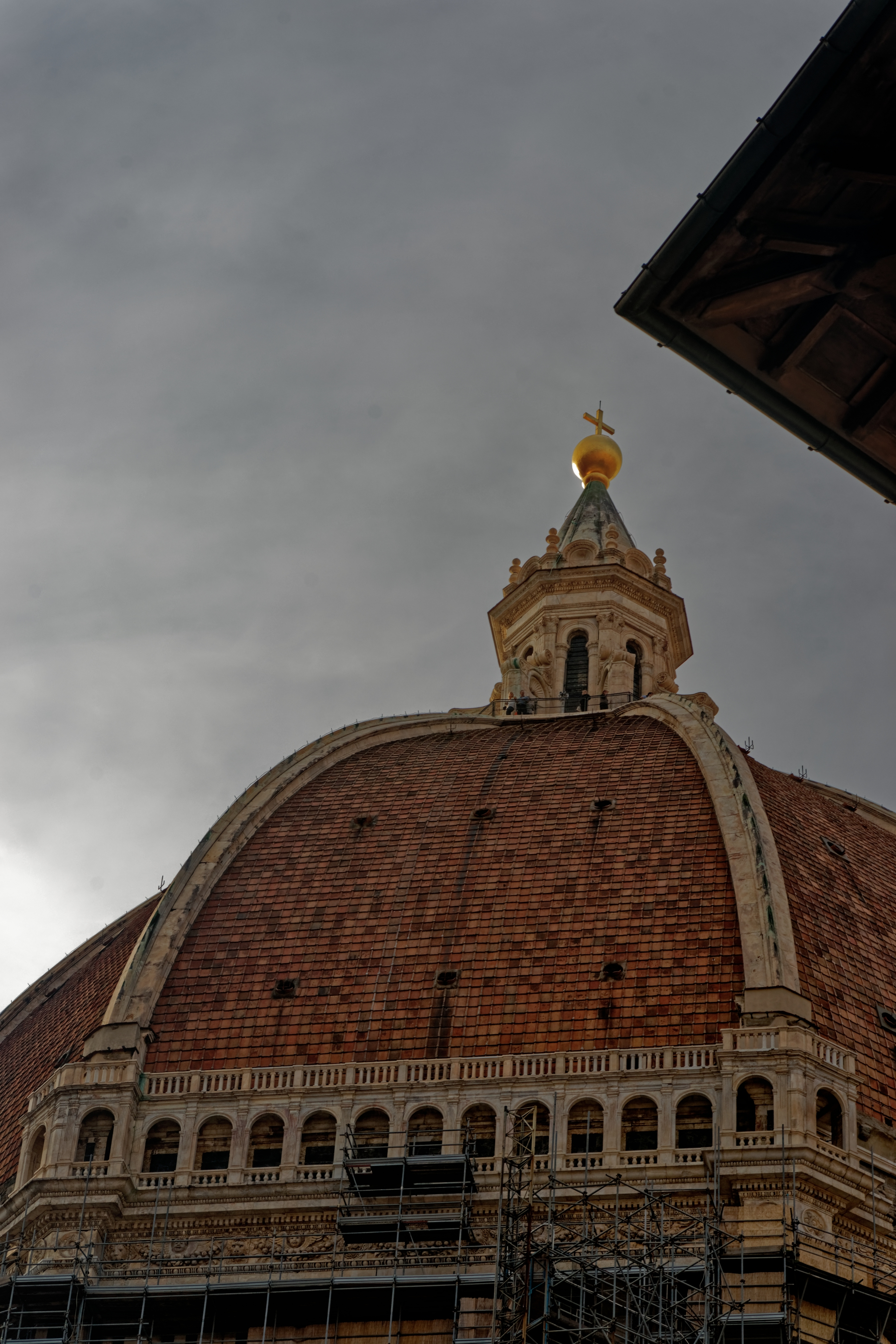
Loggia am Ansatz der Kuppel der Kathedrale von Florenz
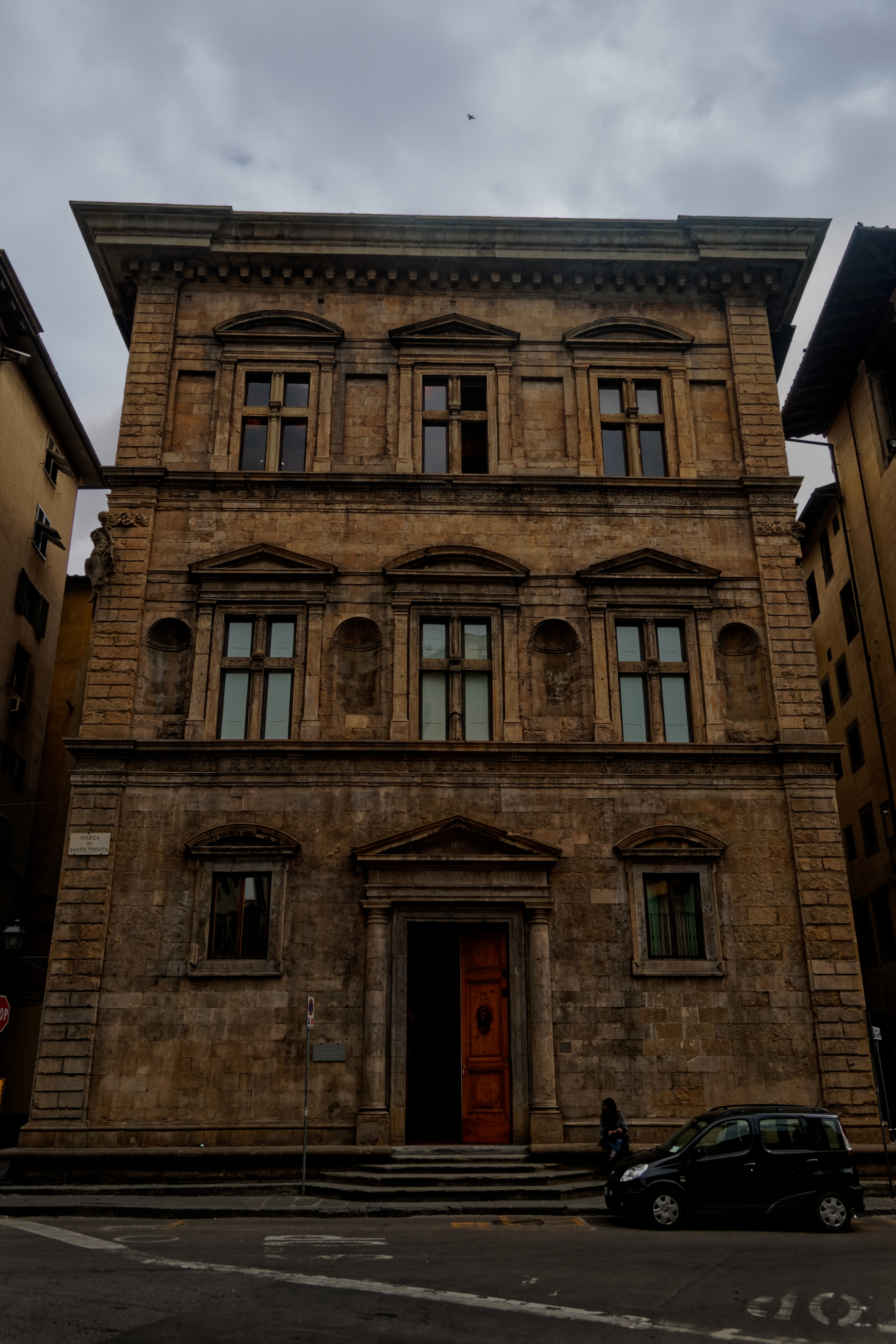
Palazzo Bartolini Salimbeni
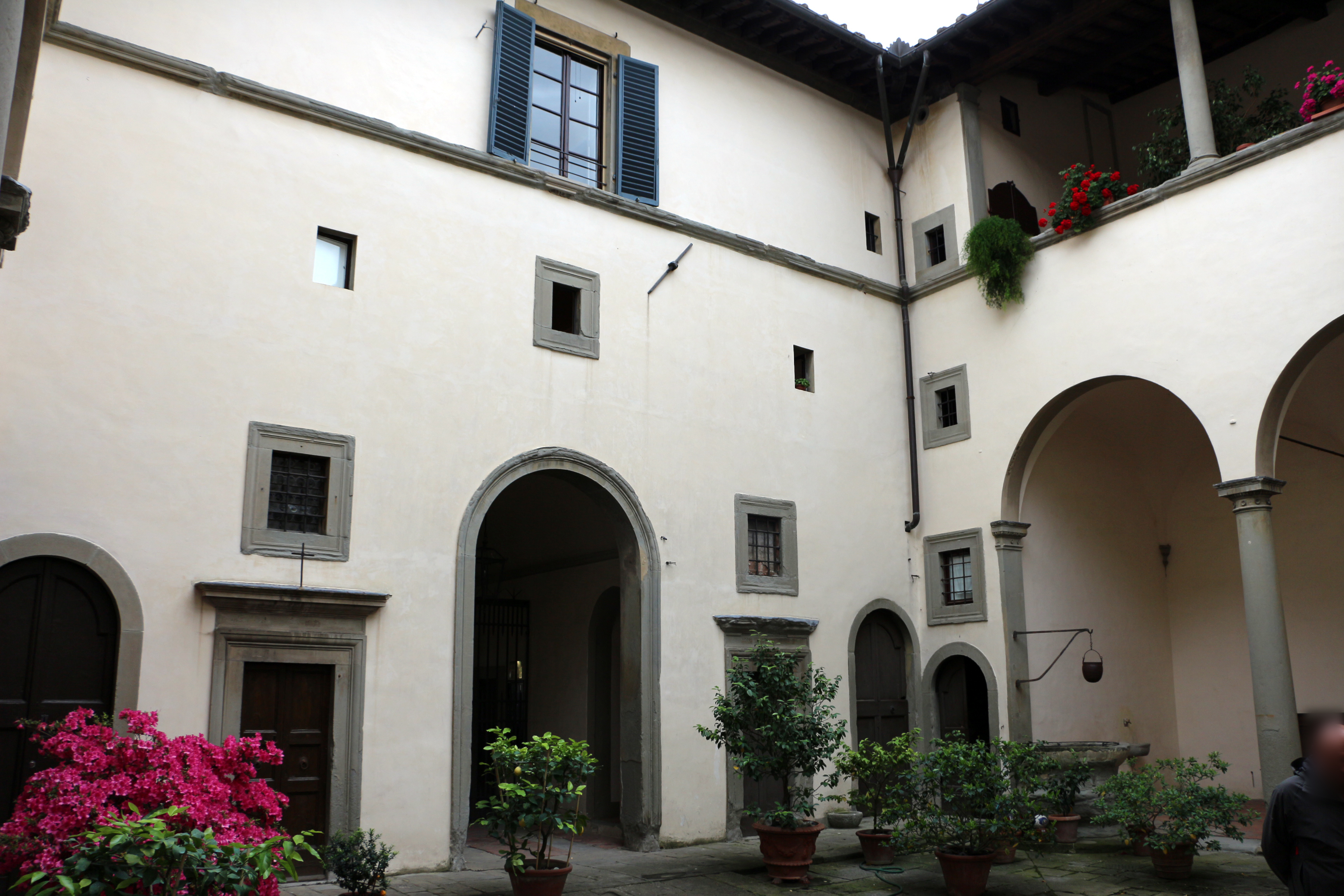
Innenhof der Villa Castellani
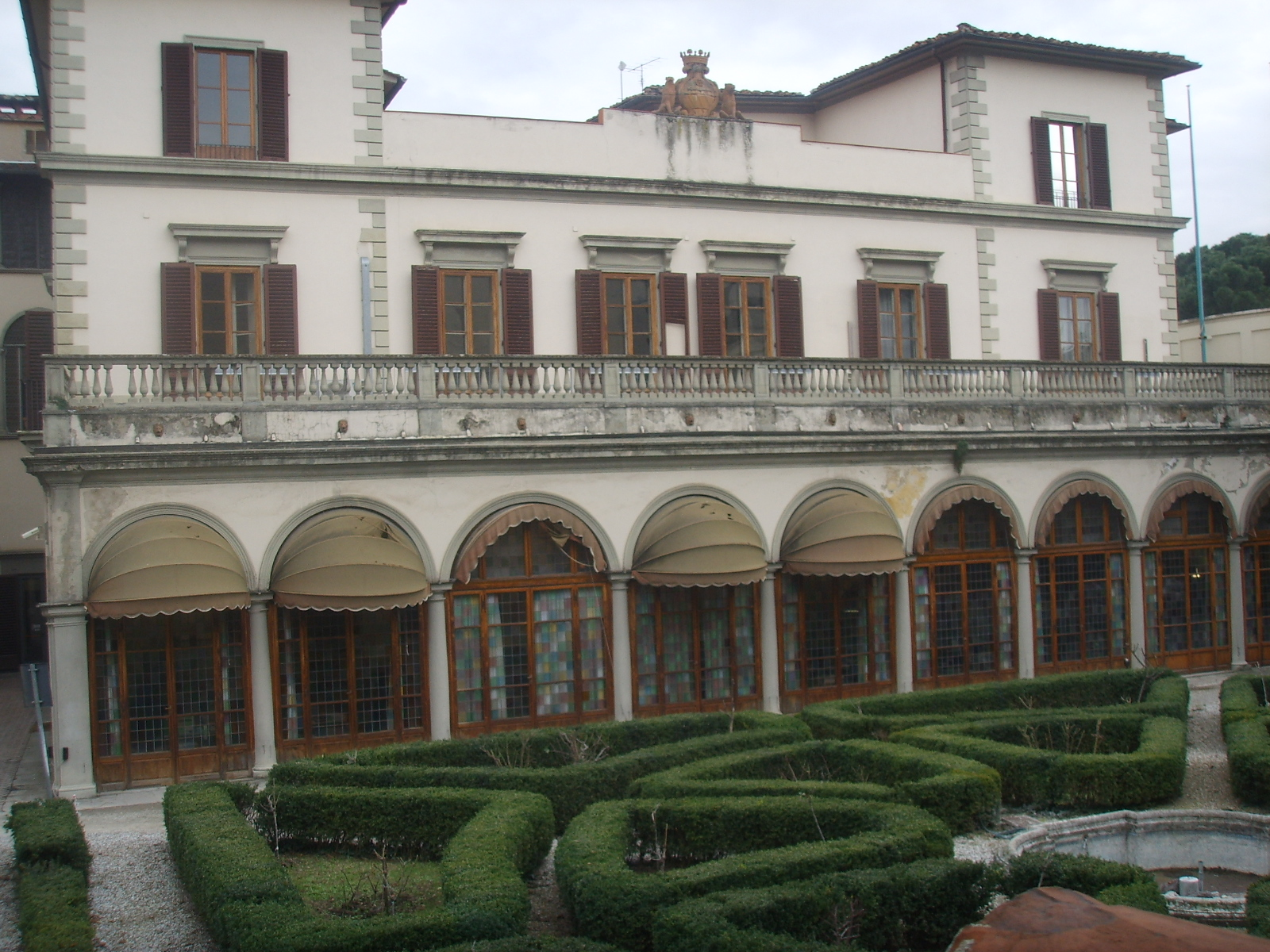
Palazzo di Valfonda
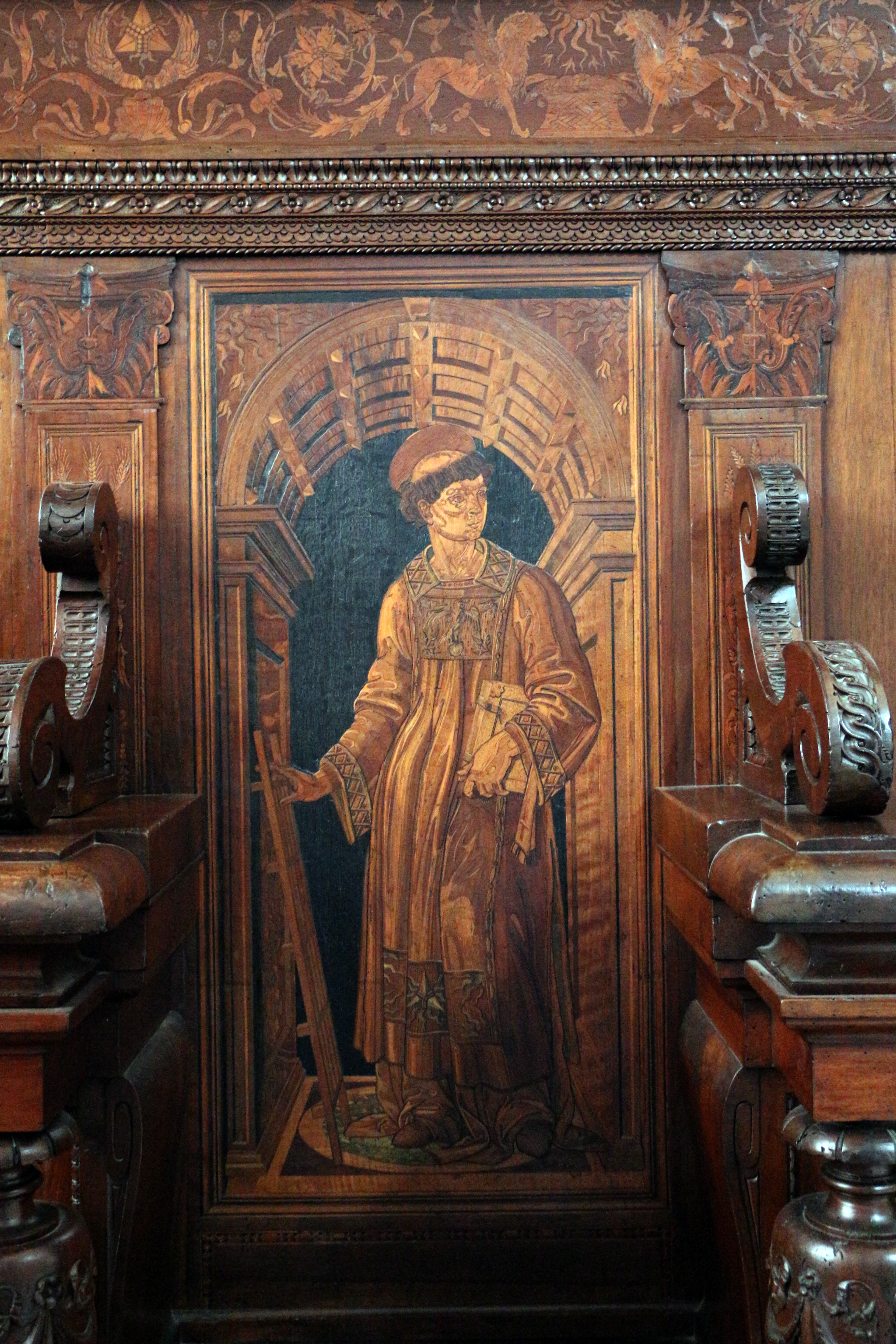
Teil des Chorgestühls der Santa Maria Novella